# Cosacos del Ural
La Hueste de Cosacos del Ural era una hueste cosaca formada por cosacos del Ural; aquellos cosacos asentados en el río Ural. Su nombre alternativo (Cosacos del Yaík) proviene del antiguo nombre del río.

## Historia
Los cosacos del Ural, aunque hablan ruso y se consideran de primerísima ascendencia rusa, también incorporaron muchos tártaros en su población.
Los cosacos del Ural fueron la fuerza directriz en la rebelión dirigida por Yemelián Pugachov en 1773 y 1774. Su principal sustento era la pesca y los impuestos sobre ella fue una gran fuente de enfrentamientos entre los cosacos y el estado. En 1772, estalló una revuelta, marcada por el asesinato del general Michael Johann von Traubenberg. Éste encabezaba una comisión que se dedicaba a investigar y a solucionar las quejas cosacas y sus motivos, pero su comportamiento sólo consiguió situarlos todavía más en su contra. Como represalia, muchos fueron arrestados, ejecutados y proscritos. Yemelián Pugachov apareció al poco tiempo y trató de reunirlos por su causa.
Más adelante tomaron parte en la expedición de Italia y Suiza de Aleksandr Suvórov, la Gran Guerra Patriótica de 1812, la Guerra Ruso-Turca, el Levantamiento de noviembre de 1830 y la Guerra de Crimea. También desempeñaron un importante papel en las campañas del Turquestán de la década de 1870.